# Joseph Kalathiparambil
Joseph Kalathiparambil (* 6. října 1952, Vaduthala) je indický římskokatolický kněz, biskup a sekretář Papežské rady pro pastoraci migrantů a lidí mimo domov.

## Život
Narodil se 6. října 1952 ve Vaduthale. Svá filosofická studia získal ve Vyšším semináři svatého Pavla v Trichinpoly a teologická v Papežském vyšším semináři svatého Josefa v Aluvě. Na kněze byl vysvěcen 13. března 1978 arcibiskupem Josephem Kelantharou. Na Papežské univerzitě Urbaniana získal titul z kanonického práva. Po vysvěcení působil jako vicekněz katedrály sv. Františka Xaverského ve Verapoly. Roku 1984 byl jmenován vice-rektorem Collegio San Paolo v Římě. Později odešel zpět do své země a 15. srpna 1989 byl jmenován kancléřem arcidiecéze Verapoly.
Roku 1989 mu byl papežem Janem Pavlem II. udělen titul Kaplana Jeho Svatosti, a tím získal oslovení Monsignore. Dne 6. listopadu 1996 se stal generálním vikářem arcidiecéze Verapoly a 31. ledna 2001 mu byl udělen titul Preláta Jeho Svatosti.
Dne 19. dubna 2002 byl ustanoven diecézním biskupem Calicutu. Biskupské svěcení přijal 19. května 2002 z rukou arcibiskupa Daniela Acharuparambila a spolusvětiteli byli biskup Maxwell Valentine Noronha a Varghese Chakkalakal. Tuto funkci vykonával do 22. února 2011 kdy byl jmenován sekretářem Papežské rady pro pastoraci migrantů a lidí mimo domov. Jeho služba byla potvrzena papežem Františkem.